# Aconitum sczukinii
Aconitum sczukinii är en ranunkelväxtart som beskrevs av Porphir Kiril Nicolai Stepanowitsch Turczaninow. Aconitum sczukinii ingår i släktet stormhattar, och familjen ranunkelväxter. Inga underarter finns listade i Catalogue of Life.